# Мароеро (Асти)
Мароеро је насеље у Италији у округу Асти, региону Пијемонт.
Према процени из 2011. у насељу је живело 58 становника. Насеље се налази на надморској висини од 448 м.